# تپه زندان خل
تپه زندان خل در شهرستان رضوانشهر، بخش پره سر، شمال ییلاق زندانه واقع شده و این اثر در تاریخ ۲۷ بهمن ۱۳۸۲ با شمارهٔ ثبت ۱۰۹۵۴ به‌عنوان یکی از آثار ملی ایران به ثبت رسیده است.